# HC Davos
HC Davos (celým názvem: Hockey Club Davos) je švýcarský klub ledního hokeje, který sídlí ve městě Davos v kantonu Graubünden. Založen byl v roce 1921. Švýcarským mistrem se stal celkem jednatřicetkrát, což činí z Davosu nejúspěšnější klub Švýcarska co se počtu titulů týče. Na mezinárodně scéně je znám jako pořadatel Spenglerova poháru, který HCD vyhrálo patnáctkrát. Od sezóny 1993/94 působí v National League, švýcarské nejvyšší soutěži ledního hokeje. Klubové barvy jsou modrá a žlutá.
Své domácí zápasy odehrává v Vaillant Areně s kapacitou 7 080 diváků.

## Získané trofeje

### Vyhrané domácí soutěže
- Championnat / National League A ( 31× )
  - 1925/26, 1926/27, 1928/29, 1929/30, 1930/31, 1931/32, 1932/33, 1933/34, 1934/35, 1936/37, 1937/38, 1938/39, 1940/41, 1941/42, 1942/43, 1943/44, 1944/45, 1945/46, 1946/47, 1947/48, 1949/50, 1957/58, 1959/60, 1983/84, 1984/85, 2001/02, 2004/05, 2006/07, 2008/09, 2010/11, 2014/15

### Vyhrané mezinárodní soutěže
- Spenglerův pohár ( 15× )
  - 1927, 1933, 1936, 1938, 1941, 1942, 1943, 1951, 1957, 1958, 2000, 2001, 2004, 2006, 2011

## Účast v mezinárodních pohárech
Zdroj:
Legenda: SP – Spenglerův pohár, EHP – Evropský hokejový pohár, EHL – Evropská hokejová liga, SSix – Super six, IIHFSup – IIHF Superpohár, VC – Victoria Cup, HLMI – Hokejová liga mistrů IIHF, ET – European Trophy, HLM – Hokejová Liga mistrů, KP – Kontinentální pohár
- SP 1923 – Základní skupina (4. místo)
- SP 1924 – Finále
- SP 1925 – Finále
- SP 1926 – Základní skupina (2. místo)
- SP 1927 – Základní skupina (1. místo)
- SP 1928 – Základní skupina B (3. místo)
- SP 1929 – Finále
- SP 1930 – Finále
- SP 1931 – Semifinále
- SP 1932 – Zápas o 3. místo
- SP 1933 – Finále
- SP 1934 – Zápas o 3. místo
- SP 1935 – Finále
- SP 1936 – Finále
- SP 1937 – Finále
- SP 1938 – Finále
- SP 1941 – Základní skupina (1. místo)
- SP 1942 – Finále
- SP 1943 – Finále
- SP 1944 – Finále
- SP 1945 – Základní skupina (2. místo)
- SP 1946 – Základní skupina (2. místo)
- SP 1947 – Základní skupina (2. místo)
- SP 1948 – Finále
- SP 1950 – Základní skupina (4. místo)
- SP 1951 – Finále
- SP 1952 – Základní skupina B (3. místo)
- SP 1953 – Finále
- SP 1954 – Základní skupina (3. místo)
- SP 1955 – Základní skupina (2. místo)
- SP 1957 – Finále
- SP 1958 – Základní skupina (1. místo)
- SP 1959 – Základní skupina (4. místo)
- SP 1960 – Základní skupina (2. místo)
- SP 1961 – Základní skupina (4. místo)
- SP 1962 – Základní skupina B (3. místo)
- SP 1963 – Základní skupina (4. místo)
- SP 1964 – Základní skupina (5. místo)
- SP 1965 – Základní skupina (5. místo)
- SP 1966 – Základní skupina (5. místo)
- SP 1969 – Základní skupina (4. místo)
- SP 1970 – Základní skupina (5. místo)
- SP 1973 – Základní skupina (5. místo)
- SP 1980 – Základní skupina (4. místo)
- SP 1981 – Základní skupina (2. místo)
- SP 1982 – Základní skupina (3. místo)
- SP 1983 – Základní skupina (3. místo)
- SP 1984 – Základní skupina (3. místo)
- EHP 1984/1985 – 3. kolo
- SP 1985 – Základní skupina (3. místo)
- EHP 1985/1986 – 3. kolo
- SP 1986 – Základní skupina (3. místo)
- SP 1987 – Základní skupina (3. místo)
- SP 1988 – Základní skupina (4. místo)
- SP 1989 – Základní skupina (5. místo)
- SP 1993 – Finále
- SP 1994 – Finále
- SP 1995 – Základní skupina (5. místo)
- SP 1996 – Finále
- SP 1997 – Základní skupina (5. místo)
- SP 1998 – Finále
- SP 1999 – Základní skupina (4. místo)
- SP 2000 – Finále
- SP 2001 – Finále
- SP 2002 – Finále
- KP 2002/2003 – Zápas o 7. místo
- SP 2003 – Finále
- SP 2004 – Finále
- SP 2005 – Základní skupina (4. místo)
- SSix 2006 – Základní skupina B (2. místo)
- SP 2006 – Finále
- SP 2007 – Základní skupina (5. místo)
- SSix 2008 – Základní skupina A (3. místo)
- SP 2008 – Základní skupina (3. místo)
- SP 2009 – Finále
- SP 2010 – Semifinále
- SP 2011 – Finále
- SP 2012 – Finále
- SP 2013 – Semifinále
- SP 2014 – Semifinále
- SP 2015 – Semifinále
- HLM 2015/2016 – Semifinále
- SP 2016 – Semifinále
- HLM 2016/2017 – Šestnáctifinále
- SP 2017 – Semifinále
- HLM 2017/2018 – Základní skupina E (3. místo)
- SP 2018 – Semifinále
- HLM 2022/2023 – Osmifinále
- SP 2023 – Finále

## Přehled ligové účasti
Zdroj:
- 1921–1937: Championnat National (1. ligová úroveň ve Švýcarsku)
- 1937–1969: National League (1. ligová úroveň ve Švýcarsku)
- 1969–1977: National League B Ost (2. ligová úroveň ve Švýcarsku)
- 1977–1979: National League B (2. ligová úroveň ve Švýcarsku)
- 1979–1989: National League (1. ligová úroveň ve Švýcarsku)
- 1989–1990: National League B (2. ligová úroveň ve Švýcarsku)
- 1990–1991: 1. Liga (3. ligová úroveň ve Švýcarsku)
- 1991–1993: National League B (2. ligová úroveň ve Švýcarsku)
- 1993– : National League (1. ligová úroveň ve Švýcarsku)

## Jednotlivé sezóny
| Švýcarsko (1992 – ) |                  |                                              |                                                                        |
| Sezona              | Umístění v ZČ    | Play-off                                     | Češi                                                                   |
| 1992/1993           | nehráli          | nehráli                                      |                                                                        |
| 1993/1994           | 7. místo         | Čtvrtfinále Prohra s EHC Kloten 0 : 3        |                                                                        |
| 1994/1995           | 4. místo         | Čtvrtfinále Prohra s Fribourg-Gottéron 2 : 3 |                                                                        |
| 1995/1996           | 5. místo         | Čtvrtfinále Prohra s EV Zug 2 : 3            |                                                                        |
| 1996/1997           | 5. místo         | Čtvrtfinále Prohra s Fribourg-Gottéron 0 : 3 |                                                                        |
| 1997/1998           | Bronzová medaile | Finále Prohra s EV Zug 2 : 4                 |                                                                        |
| 1998/1999           | 6. místo         | Čtvrtfinále Prohra s HC Lugano 2 : 4         |                                                                        |
| 1999/2000           | 7. místo         | Čtvrtfinále Prohra s ZSC Lions 1 : 4         |                                                                        |
| 2000/2001           | Bronzová medaile | Čtvrtfinále Prohra s SC Bern 0 : 4           |                                                                        |
| 2001/2002           | Zlatá medaile    | Finále Výhra s HC Lugano 4 : 0               | Josef Marha                                                            |
| 2002/2003           | Stříbrná medaile | Finále Prohra s HC Lugano 2 : 4              | Josef Marha                                                            |
| 2003/2004           | 4. místo         | Čtvrtfinále Prohra s ZSC Lions 2 : 4         | Josef Marha                                                            |
| 2004/2005           | Stříbrná medaile | Finále Výhra s ZSC Lions 4 : 1               | Josef Marha                                                            |
| 2005/2006           | Bronzová medaile | Finále Prohra s HC Lugano 1 : 4              | Josef Marha                                                            |
| 2006/2007           | Zlatá medaile    | Finále Výhra s SC Bern 4 : 3                 | Josef Marha, Václav Benák, Zbyněk Irgl, Václav Varaďa, Petr Tatíček    |
| 2007/2008           | 5. místo         | Semifinále Prohra s ZSC Lions 2 : 4          | Josef Marha, Zdeněk Kutlák, Petr Tatíček                               |
| 2008/2009           | 4. místo         | Finále Výhra s EHC Kloten 4 : 3              | Josef Marha, Jaroslav Hübl, Petr Sýkora, Petr Tatíček                  |
| 2009/2010           | 4. místo         | Čtvrtfinále Prohra s EHC Kloten 2 : 4        | Josef Marha, Petr Tatíček                                              |
| 2010/2011           | Zlatá medaile    | Finále Výhra s EHC Kloten 4 : 2              | Josef Marha, Zdeněk Kutlák, Petr Sýkora, Jaroslav Bednář, Petr Tatíček |
| 2011/2012           | Stříbrná medaile | Čtvrtfinále Prohra s ZSC Lions 0 : 4         | Josef Marha, Petr Sýkora, Petr Tatíček, Pavel Brendl, Tomáš Divíšek    |
| 2012/2013           | 5. místo         | Čtvrtfinále Prohra s ZSC Lions 3 : 4         | Josef Marha, Petr Sýkora, Radek Dvořák, Petr Tatíček, Vojtěch Polák    |
| 2013/2014           | 6. místo         | Čtvrtfinále Prohra s EHC Kloten 2 : 4        | Petr Tatíček, Zdeněk Kutlák                                            |
| 2014/2015           | 5. místo         | Finále Výhra s ZSC Lions 4 : 1               |                                                                        |
| 2015/2016           | Stříbrná medaile | Semifinále Prohra s SC Bern 1 : 4            |                                                                        |
| 2016/2017           | 5. místo         | Semifinále Prohra s EV Zug 2 : 4             | Robert Kousal                                                          |
| 2017/2018           | 6. místo         | Čtvrtfinále Prohra s EHC Biel 2 : 4          | Robert Kousal                                                          |
| 2018/2019           | 11. místo        | Ne                                           | Tomáš Kundrátek                                                        |
| 2019/2020           | Bronzová medaile | play-off zrušeno kvůli pandemii covidu-19    |                                                                        |
| 2020/2021           | 8. místo         | Předkolo Prohra s SC Bern 1 : 2              |                                                                        |
| 2021/2022           | 5. místo         | Semifinále Prohra s EV Zug 0 : 4             | Matěj Stránský                                                         |
| 2022/2023           | 5. místo         | Čtvrtfinále Prohra s ZSC Lions 1 : 4         | Matěj Stránský                                                         |
| 2023/2024           | 6. místo         | Čtvrtfinále Prohra s Lausanne HC 3 : 4       | Matěj Stránský                                                         |
| 2024/2025           |                  |                                              | Matěj Stránský, Filip Zadina                                           |